# Lipetsk oblast
Lipetsk oblast är ett oblast i västra Ryssland med en yta på 24 100 km² och cirka 1 170 000 invånare. Huvudort är Lipetsk. 